# Делибаш, Борис Апостолович
Борис Апостолович Делибаш (1908, Тбилиси — 1978) — советский учёный, энергетик.

## Биография
Родился в Тифлисе (Тбилиси) в семье Апостола Федоровича Делибаша, крымского грека, и Елизаветы Львовны Ланской. Жил в Азербайджане — Баку и Кировобаде. Oкончил Бакинский Политехнический Институт в 1931 г., работал в Грозном. В 1940 переведён в Москву, где работал в нефтегазовой промышленности. C 1940 г. во время войны занимался демонтажом заводов, которые ранее строил. Последние годы работал управляющим треста Центроэлектромонтаж при Министерстве специальных и строительных работ. С 1960 г. возглавлял институт ВНИИ Проектзлектромонтаж при том же министерстве, где занимался специальными электропроектами. Награждён медалями и орденами. Принимал участие в строительстве Останкинской телебашни и в специальных космических проектах.
Умер в 1978 году. Похоронен на Армянском кладбище.